# Château du Verger de Seiches-sur-le-Loir
Pour les articles homonymes, voir Château du Verger.
Le château du Verger est un ancien château de style Louis XII, aujourd'hui démantelé, situé à Seiches-sur-le-Loir, Maine-et-Loire, en France.
Par la régularité de son plan quadrangulaire et la modernité de ses façades influencées de l'aile Louis XII du château de Blois, cet édifice annonce les innovations spectaculaires de Florimond Robertet au château de Bury. 

## Historique
Il a été construit durant la deuxième moitié du XVe siècle et la première moitié du XVIe siècle par Pierre de Rohan-Gié, maréchal de France, et l'architecte Colin Biart.
Les travaux ont pu débuter entre 1492 et 1494, et menés de front avec ceux de la Motte-Glain. Ils sont en cours lorsque Gié accompagne le roi en Italie ; une lettre du 6 août 1495, qu'il écrit à Turin au sire du Bouchage, apporte la précision.
Le domaine et le château ont été construits pour le maréchal de Gié à son retour d'Italie. Après 1504, le maréchal néglige ses autres domaines pour embellir le Verger.
C'est là que fut signé le Traité du Verger stipulant que l’héritière du duché de Bretagne ne peut se marier sans l’accord du roi de France.
Moins de trois cents ans plus tard, entre 1776 à 1783, le cardinal de Rohan fit démolir la plus grande partie du château, qui avait souffert de défaut d’entretien, et vendre tous les matériaux récupérés. Toutefois une partie du châtelet d’entrée, ainsi que les deux bâtiments de l’avant-cour flanqués chacun d’une puissante tour de défense, ont été épargnés et demeurent visibles aujourd’hui depuis la route.

## Architecture
Il reste aujourd'hui l'emprise de l'ancien château et de son avant-cour (à savoir les vestiges du château proprement dit, les façades et les toitures des bâtiments de l'avant-cour, les terrains d'assiette qui y correspondent, les douves et les murs de contrescarpe des douves). Les murs de la clôture du parc avec, en particulier, les écuries qui s' y appuient ; les terrains d'assiette du couvent (ancien prieuré) ainsi que les façades et les toitures de l'ancien logis prioral et du bâtiment XVIe siècle.